# Будище (Новгород-Сіверська міська громада)
Буди́ще — село в Україні, у Новгород-Сіверській міській громаді Новгород-Сіверського району Чернігівської області. До 2020 орган місцевого самоврядування — Ковпинська сільська рада.

## Розташування
За 12 км на північ знаходиться кордон із РФ.

## Історія
Село засноване близько 1650 року.
Земля біля села належала поміщику Кащенку. Після його і його жінки смерті їхній син Петро здав землі в оренду Лазарю Мусійовичу Левіну.
У 1903 році в селі збудували церкву і школу.
Під час колективізації в селі Будище організували колгосп „Червоний хлібороб”. Першим головою колгоспу „Червоний хлібороб” був Стихиляс Михайло Пилипович.
18 серпня 1941 року село Будище окупували німці. У 1942 році 17 юнаків та дівчат погнали на роботу до Німеччини. У вересні 1943 року у село увійшли радянські війська.
У 1980-1990 роках в селі за кошти колгоспу було збудовано 20 житлових будинків для молодих сімей і заклади інфраструктури села: сільський клуб, дитячий садок, контору, їдальню, споруджено обеліск воїнам землякам загиблим у роки німецько-радянської війни.
У 1993 році село Будище було віднесене до зони посиленого радіоактивного контролю.
У 1997 році відкрито було нову двоповерхову загальноосвітню школу, яка була ліквідована у 2008 році, через малу кількість учнів. На 2016 рік в будівлі ліквідованої школи знаходиться фельдшерський пункт.
Колгосп „Новий Мир” у 1994 році було реорганізовано в КСХП „Новий Мир” а в 2000 році в ТОВ „Світоч”, яке ліквідувалось у 2004 році.
У селі діє ФАП, магазин та сільський клуб станом на 2016 рік.
У селі зареєстровано 178 осіб, наявно лише 98, переважно похилого віку. Молодь виїжджає із села через відсутність роботи.
12 червня 2020 року, відповідно до розпорядження Кабінету Міністрів України № 730-р «Про визначення адміністративних центрів та затвердження територій територіальних громад Чернігівської області», увійшло до складу Новгород-Сіверської міської громади.
19 липня 2020 року, в результаті адміністративно - територіальної реформи та ліквідації колишнього Новгород-Сіверського району, село увійшло до новоствореного Новгород-Сіверського району Чернігівської області.

## Війна з Росією 2022
24 лютого 2022 року село зайняли ЗС Росії.

## Демографія
Населення становило 266 осіб на 2001 рік. На 2016 рік лишилося лише 98 чоловік, молодь продовжує залишати село.